# Fencing Confederation of Asia
Die Fencing Confederation of Asia (FCA) ist der asiatische Kontinentalverband für den Fechtsport. Der 1988 gegründeten FCA gehören 39 nationale Fechtverbände als Mitglieder an. Er richtet die jährlich ausgetragenen Asiatischen Meisterschaften aus.

## Geschichte
Bereits 1972 wurde im Rahmen der Olympischen Spiele in München eine Vorgängerorganisation (Fencing Confederation of Asia) gegründet, die sich aber bald wieder auflöste. Erst 1988 wurde die Organisation während der Olympischen Spiele in Seoul als Fencing Confederation of Asia wiedergegründet. Seit 1989 werden die Asiatischen Meisterschaften ausgetragen, seit 1992 Kadetten- und Juniorenmeisterschaften und seit 2012 Meisterschaften in der Altersklasse U23.

## Organisation
Der FCA wird von einem Exekutivkomitee geleitet, dem neun von der Generalversammlung gewählte und acht ernannte Mitglieder angehören. Zusätzlich gehört der Präsident der FIE dem Exekutivkomitee ex officio an. Alle vier Jahre – während der Olympischen Sommerspiele – wird eine Wahlversammlung abgehalten, zusätzliche Generalversammlungen finden parallel zu großen asiatischen Fechtwettberben statt. 2005 bis 2021 war Celso Dayrit von den Philippinen Präsident des Verbandes.